# 제폭: 범죄와의 전쟁
제폭: 범죄와의 전쟁(除暴, Caught in Time)은 중국에서 제작된 유호량 감독의 2020년 범죄, 드라마 영화이다. 오언조 등이 주연으로 출연하였다.

## 출연

### 주연
- 오언조
- 왕첸웬